# Сърли
Сърли (на гръцки: Κοκκινοχώρι, Кокинохори, до 1926 Σαρλή, Сарли) е село в Егейска Македония, Гърция, част от дем Кушница, област Източна Македония и Тракия.

## География
Селото е разположено на 230 m надморска височина в южното подножие на Кушница (Пангео).

## История

### В Османската империя
В края на XIX век Сърли е турско село в Правищката каза на Османската империя. Към 1900 година според статистиката на Васил Кънчов („Македония. Етнография и статистика“) в Сърли живеят 125 турци.

### В Гърция
Селото попада в Гърция след Междусъюзническата война в 1913 година. През 20-те години турското му население се изселва по споразумението за обмен на население между Гърция и Турция след Лозанския мир и на негово място са заселени гърци бежанци от Турция. В 1928 година селото е бежанско с 31 семейства със 115 души.
След Гражданската война (1946 - 1949), селото се премества 2 km на юг.
Населението традиционно отглежда тютюн.
| Година    | 1913 | 1920 | 1928 | 1940 | 1951 | 1961 | 1971 | 1981 | 1991 | 2001 | 2011 | 2021 |
| --------- | ---- | ---- | ---- | ---- | ---- | ---- | ---- | ---- | ---- | ---- | ---- | ---- |
| Население | 441  | 270  | 212  | 210  | 238  | 313  | 254  | 292  | 290  | 284  | 278  | 120  |

## Личности
Родени в Сърли
- Василис Карас (1953 – 2023), гръцки певец